# Юзеф Понятовський

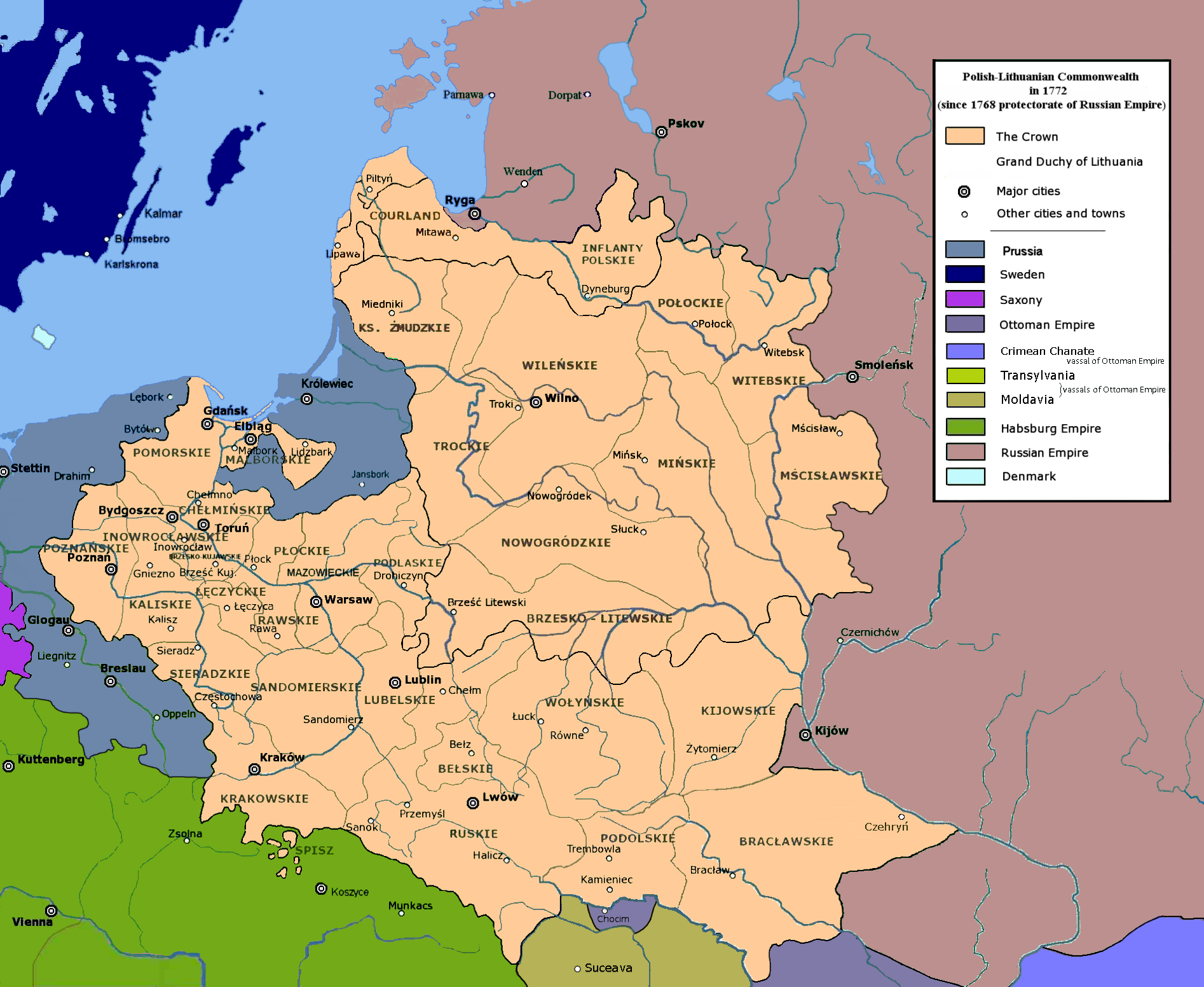
Польсько-литовська держава 1772 (англ.)

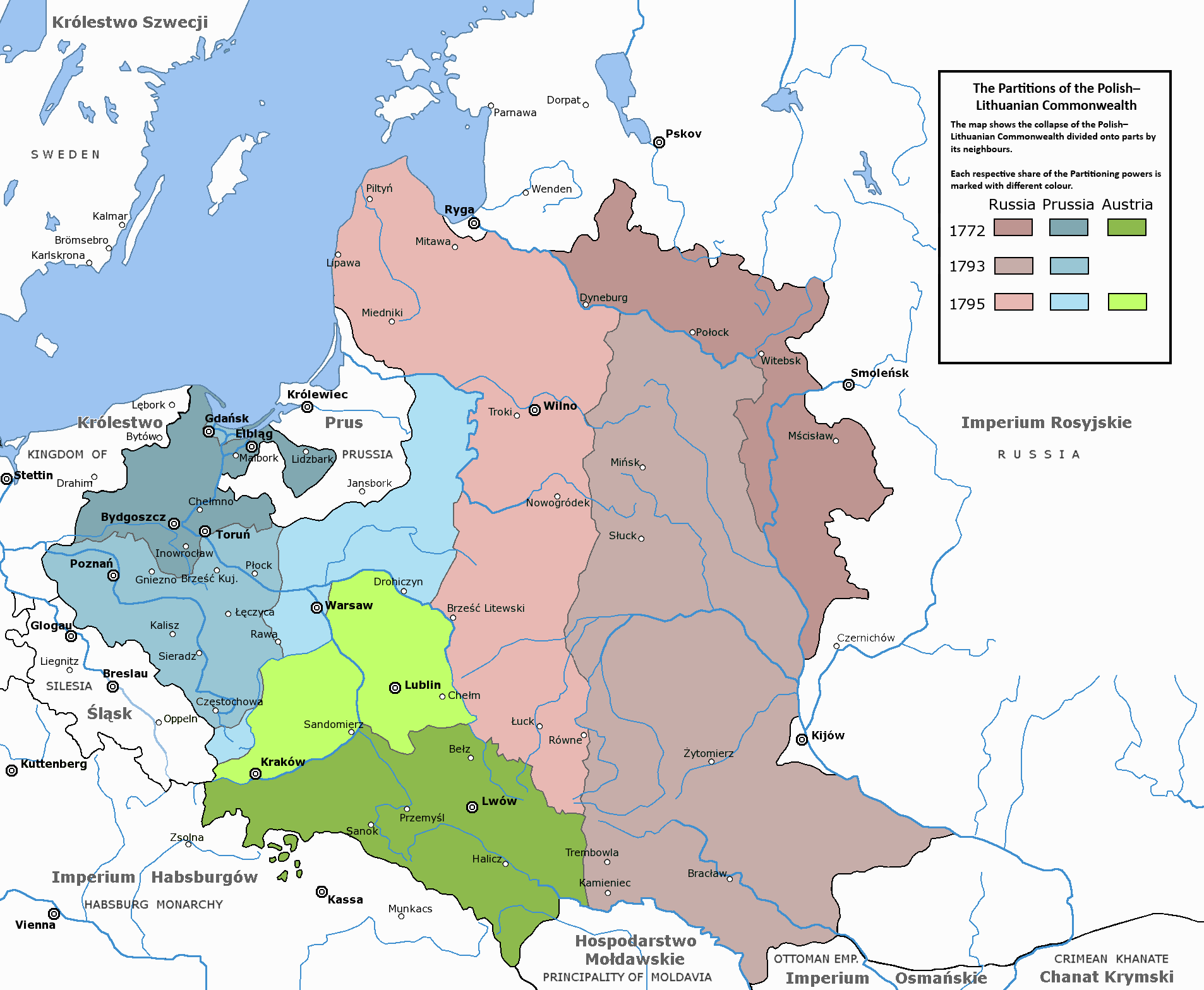
Три розділи польсько-литовської держави (англ.)

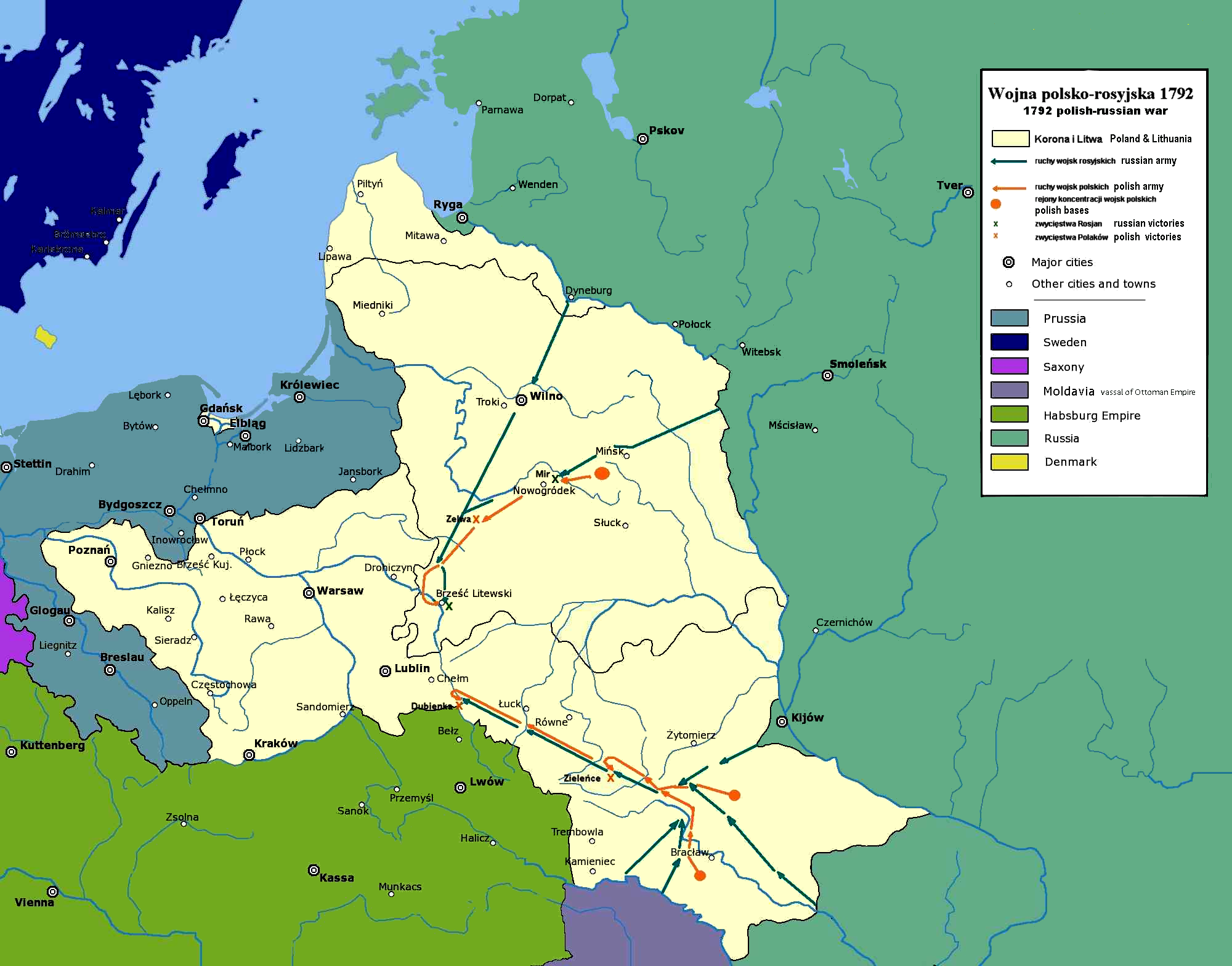
Польсько-російська війна (пол.)

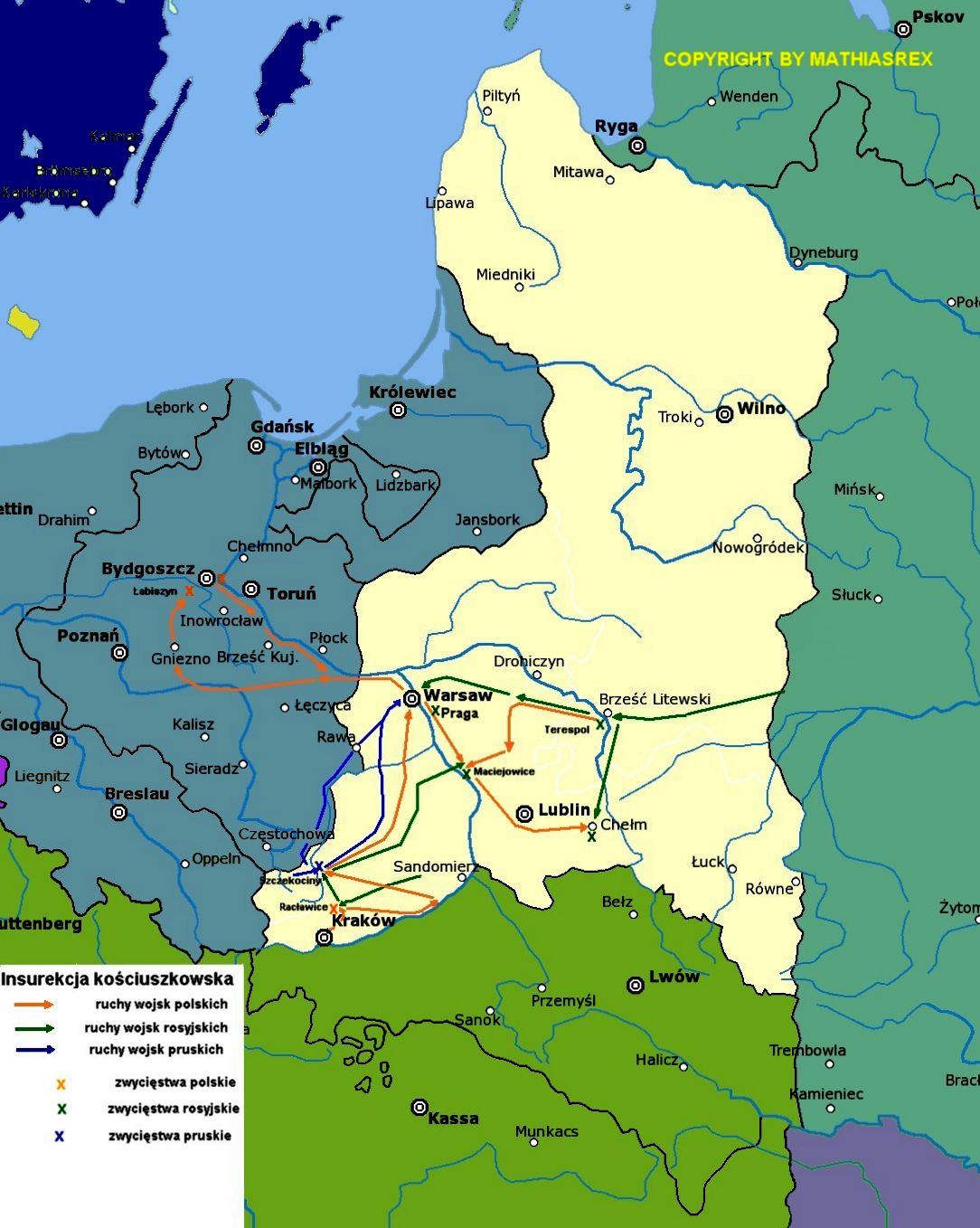
Польсько-литовська держава 1794 (пол.)

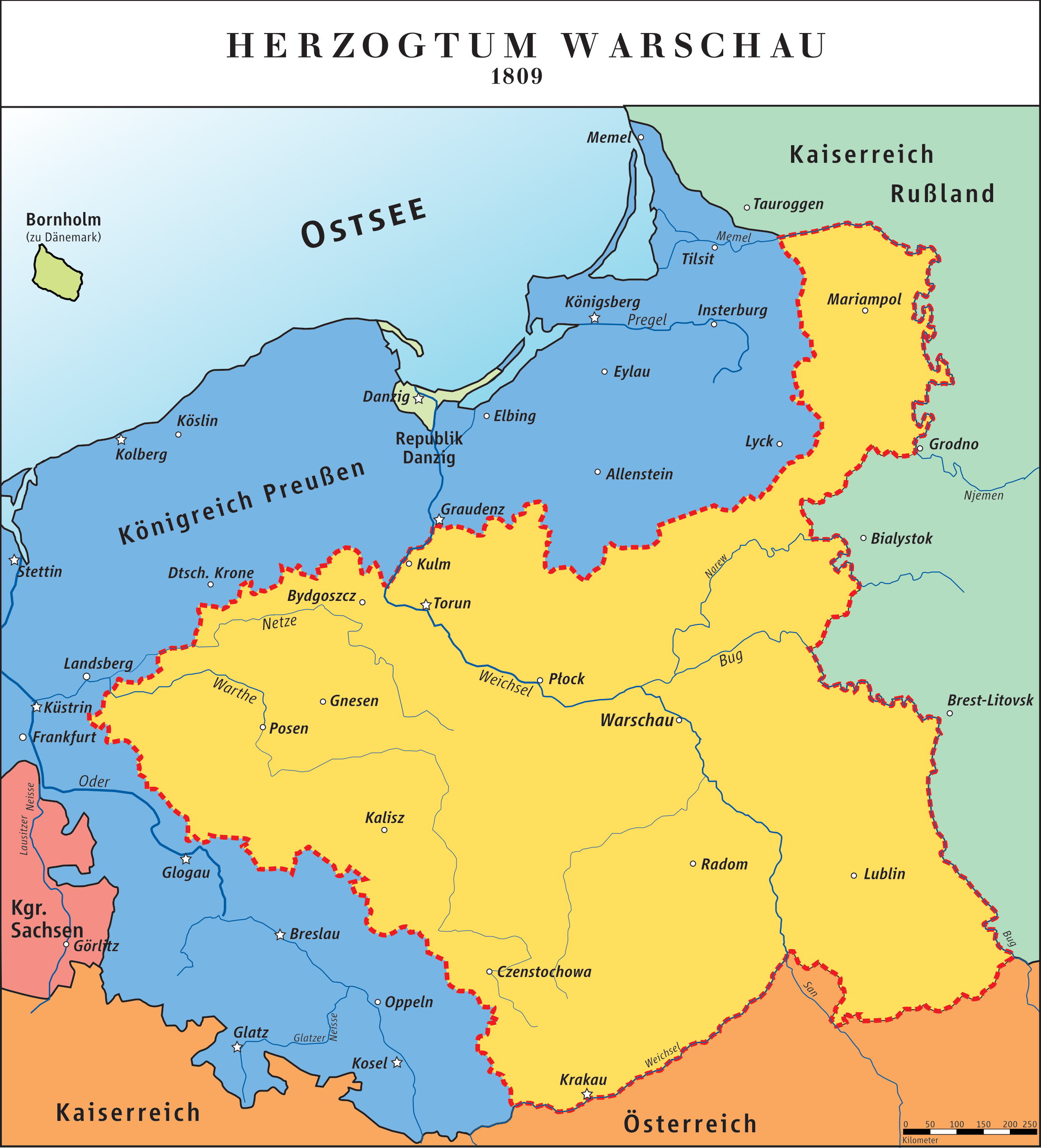
Герцогство Варшавське (нім.)

Ю́зеф Анто́ній Понято́вський (пол. Józef Antoni Poniatowski; 7 травня 1763, Відень — 19 жовтня 1813, Лейпциг) — князь, польський політичний і військовий діяч, маршал Франції (1813). Племінник польського короля Станіслава-Августа Понятовського.
Понятовський Жозеф-Антуан (Юзеф — Антоній) — маршал наполеонівської армії. Поляк, єдиний іноземець, що отримав чин маршала від імператора Наполеона I у жовтні 1813 в перший день битви під Лейпцигом. Маршальський жезл отримати не встиг — потонув через три дні, прикриваючи відступ французької армії. Людина честі, благородний і хоробрий воїн, один з національних героїв Польщі, що стоїть в одному ряду з Тадеушем Костюшком та Юзефом Пілсудським.
Понятовський ніколи не був одружений і не мав законного сина. Він був єдиним маршалом Наполеона, що залишився парубком. Після загибелі Понятовського увесь його величезний маєток успадкувала графиня Анна Потоцька, двоюрідна племінниця маршала.

## Життєпис
Народився 1763 у Відні. Батько — Анджей Понятовський — був братом польського короля Станіслава Августа, мати — Тереза Понятовська — уроджена графиня Кінська.
Службу почав в австрійській армії, з 1789 — в польській армії, разом з Тадеушем Костюшком отримав звання генерал-майора, 1791 був призначений командувачем польськими військами в Україні, здійснював реорганізацію армії і навчання військ.

### Російсько-польська війна
Під час Російсько-польської війни 1792 року командував корпусом польської армії. 18 червня 1792 переміг російський корпус в битві під Жилинцями.

### Польське повстання
Після поразки Польщі у війні вийшов у відставку і виїхав за кордон, але з початком Польського повстання 1794 підтримав Костюшка, командував дивізією, бився проти прусської армії під Варшавою. Повстання Костюшка було придушене, Польщі не вдалося звільнитися з-під гніту королівства Пруссії, австрійських Габсбургів та Російської імперії. Відмовившись служити в російській армії, Понятовський виїхав до Австрії, де прожив кілька років.

### Наполеонівські війни
1798 Юзеф Понятовський приїжджав до Санкт-Петербурга у спадкових справах, підтвердивши ще раз свою відмову служити російському цареві, повернувся до Варшави. Після поразки повстання Костюшка та розділу Речі Посполитої поляки вітали успіхи Наполеона Бонапарта, сподіваючись на допомогу Франції з відновлення Польщі.
В листопаді 1806 до Варшави увійшли наполеонівські війська на чолі з маршалом Мюратом, Понятовський прийняв командування новоствореної польської армії.
Незважаючи на початкове насторожене і недовірливе ставлення імператора Наполеона і маршала Даву до Юзефа Понятовського, з плином часу князь зміг заслужити їхню прихильність і навіть був нагороджений орденом Почесного Легіону. Імператор намагався домогтися прихильності польської графині Марії Валевської. У цьому делікатному питанні, тривалими умовляннями і переконаннями, йому допоміг князь Юзеф, хоча спочатку у Валевської не було жодного бажання нагороджувати потенційного визволителя Польщі.
На острові Святої Єлени Наполеон написав, що вважав Понятовського народженим для трону: «Якби мені вдалася російська кампанія, я зробив би його королем поляків»

### Герцогство Варшавське
1807 імператор Наполеон заснував у Варшаві Урядову комісію — тимчасовий уряд. Юзеф Понятовський брав участь у його формуванні, став військовим міністром, а 1808 — головнокомандувачем військами герцогства Варшавського.
Після укладення Тільзітського миру Наполеон призначив генерал-губернатором утвореного герцогства Варшавського непідкупного і неприступного маршала Даву, якому стали підпорядковуватися всі французькі та польські війська, фортеці і гарнізони на території герцогства. Імператор надав Даву усю повноту вищої військової та адміністративної влади. Службові зустрічі Даву і Понятовського часто перетворювалися на скандали.
Їдучи з Варшави у вересні 1808, «залізний маршал» відправив Понятовському розпорядження про призначення його командувачем військами. Він підкреслив, що просить князя розглядати цей крок як доказ своєї необмеженої довіри і поваги і ніщо й ніколи не зможе змінити цих його почуттів. Отримати таку рекомендацію від Даву вдавалося небагатьом.
У квітні 1809 відроджені війська князя Понятовського отримали бойове хрещення — вибили австрійські війська, що почали вторгнення в герцогство, з Варшави, незважаючи на те, що чисельність австрійської армії перевищувала польську більше, ніж удвічі.
Потім звільнили Сандомир, Замостя, Люблін, Львів і Краків. Ці успіхи принесли Понятовському величезний авторитет, велику повагу і любов польського населення і армії, підтвердили боєздатність польських військ.
В битві біля Рашина князь особисто з рушницею в руках водив у штикову контратаку батальйон піхотного полку. У роки, що залишилися до початку кампанії в Російській імперії, Понятовський продовжував зміцнення, навчання і організацію польських військ. Він відкривав інженерні та артилерійські школи, зміцнював оборону фортець.

### Похід на Росію
У російській кампанії 1812 року князь Понятовський командував 5 м корпусом Великої армії, що цілком складався з поляків. Відзначився у боях під Смоленськом і Бородіним, повною мірою проявивши свій військовий талант і відвагу. У Бородінській битві корпусу Понятовського було наказано рухатися Старою Смоленською дорогою і, зламавши опір росіян в районі Утіци, допомогти головній французькій атаці проти Семеновских флешів. Але князь зустрів запеклий опір військ Тучкова.
Утіцу захопити йому вдалося, однак поляки більшу частину дня витратили на здобуття Утіцького кургану і тільки до п'ятої години вечора Понятовському вдалося здолати опір російських військ, захопити курган і вийти на оперативний простір. При цьому сил, щоб здійснити подальший напад на лівий фланг російської армії, у нього не залишилося. Польський корпус був вимотаний і знекровлений в ході бою на Старій Смоленської дорозі.
При відступі Смоленською дорогою, у Вязьмі корпус Понятовського надав спільно з корпусом Богарне допомогу ар'єргарду Даву, який був відрізаний від решти французької армії військами Милорадовича. Після відступу з Російської імперії князь дуже важко переживав втрату більшої частини польського корпусу і майже всієї артилерії.
Понятовський став заново організовувати польську армію. Відкинувши пропозицію перейти з військом на бік імператора Олександра I, він у лютому 1813 з Варшави відступив до Кракова, а потім вивів війська до Саксонського королівства.

### Битва під Лейпцигом
У битві біля Лейпцига солдати Великої армії боролися героїчно, виявляючи дива стійкості і мужності. Понятовський командував 8-м корпусом. Впродовж 16 жовтня 1813 корпус відбивав безперервні атаки союзників на південному заході, не полишаючи позицій. Наполеон, захоплений мужністю поляків, надав польському головнокомандувачу звання маршала Франції.
18 жовтня битва спалахнула з більшою силою. Але перевага сил була на боці союзників, крім цього, саксонська армія раптово перейшла до союзників, повернувши зброю проти наполеонівської армії. Імператор наказав Великій армії відступати. Прикривати відхід було доручено маршалам Понятовському і Макдональду.

### Загибель
Союзні війська були в місті Лейпциг, коли французи за наказом маршала Бертьє підірвали міст на річці Вайсе-Ельстер, але війська прикриття ще не встигли відійти. Поранений маршал Понятовський сів на коня і, підтримуваний ад'ютантами, спробував перепливти річку. Діставшись уплав до берега, він спробував вийти з води, але знову був поранений, впав у воду і потонув.

### Поховання
Тіло князя Юзефа Понятовського витягнули з Вайсе-Ельстер через кілька днів після закінчення Битви народів. Останки князя упокоїлися в крипті Святого Леонарда під Вавельським собором у Кракові 1817.